# Manuel Aston
Manuel 'Manny' Aston, född 1961, är en manusförfattare och lärare från Australien.  Han bor med sin familj i Sydney, Australien. Han är mest känd för pjäsen Fossils från 1995 som är en komdi om relationen mellan tonåriongar och deras föräldrar. Han har även skrivit Hey Dad för sitcom. Nuvarande undervisar Aston på Technical and Further Education i Sydney.